# Fuerza de Defensa de Barbados
La Fuerza de Defensa de Barbados (FDB) es el nombre que se le da a las fuerzas armadas combinadas de Barbados. La FDB se creó el 15 de agosto de 1979 y tiene la responsabilidad de la defensa territorial y la seguridad interna de la isla. El cuartel general de la Fuerza de Defensa de Barbados, se encuentra en el Fuerte de Santa Ana (Bridgetown), en el Área histórica de la Guarnición (Bridgetown), en la Parroquia de San Miguel (Barbados).

## Organización
Hay dos componentes principales del FDB:
- Regimiento de Barbados: Esta rama de las fuerzas militares es comandada por la comandante del Regimiento de Barbados, la teniente coronel Julia DaBreo, y tiene su base en el Fuerte Santa Ana (St. Anns Fort) y en la base de Paragon (Paragon base). Este es el principal componente de la fuerza terrestre e incluye al ejército regular y a la fuerza de reserva de Barbados.

- Guardia costera de Barbados: Esta fuerza naval está comandada por el comandante de la Guardia costera de Barbados, el comandante Derrick Brathwaite, y tiene su base en el buque BCGS Pelican. Este es el elemento marítimo responsable de patrullar el mar territorial de Barbados, de la guerra contra las drogas, de llevar a cabo misiones de ayuda humanitaria, y misiones de búsqueda y rescate (SAR) y salvamento marítimo. También incluye unidades de tropas regulares y reservistas.

### Otras formaciones

#### Cuerpo de Cadetes de Barbados
El cuerpo de cadetes de Barbados está comandado por el comandante David Dowridge, quien también es un exjefe adjunto del Estado Mayor. El Cuerpo de Cadetes de Barbados, es la organización juvenil de la Fuerza de Defensa de Barbados. Incluye a cadetes de infantería y marinería. Esta organización fue fundada en 1904. Las primeras mujeres se unieron al cuerpo de cadetes entre los años 1970 y 1980. El Cuerpo de Cadetes tiene un juramento y también una canción. Comenzó con tres unidades normales pero hoy se ha ampliado a 22. Estas unidades están agrupadas en zonas. También hay una banda, un grupo de cadetes navales y unidades médicas, además de un programa de tiro al blanco.

#### Programa deportivo de la FDB
El programa deportivo de la Fuerza de Defensa de Barbados, es el brazo deportivo de la FDB, el programa está especializado en el reclutamiento y el entrenamiento de atletas en cinco deportes: Fútbol, críquet, tenis de mesa, atletismo y boxeo.

#### Legión de Barbados
Al igual que sus contrapartes estadounidenses, británicas y canadienses, la FDB tiene una organización de veteranos voluntarios conocida como la Legión de Barbados. Fue fundada en 1957, nueve años antes de la independencia de Barbados. Al ser una organización benéfica registrada, recibe la asistencia de la Liga de la Amapola de Barbados (Barbados Poppy League) y del gobierno nacional.  

#### Banda de música
La Banda de los Zuavos es la unidad musical más importante de la FDB, junto con la banda del Cuerpo de Cadetes de Barbados. Su contraparte militar uniformada nacional es la Banda de la Policía de Barbados. Su propia historia se remonta a la Banda del Regimiento de las Indias Occidentales, considerada la precursora de la mayoría de las bandas militares caribeñas que anteriormente estaban bajo control británico. Como resultado, la banda también tiene un linaje compartido con la Banda Militar de Jamaica.
El CCB mantiene una banda de música conocida como la Banda Nacional de Cadetes y actúa en ocasiones importantes y durante las fiestas nacionales. La banda está integrada por estudiantes de colegios públicos y privados de la zona. Actúan en dos configuraciones modales: Una banda de marcha y una banda de concierto. La banda se remonta a principios de la década de 1920, cuando el cuerpo de cadetes local mantenía un cuerpo de tambores. Entre 1950 y 2006, cada unidad escolar contaba con  un cuerpo de tambores que se encargaba de las actividades de la unidad y de la escuela. En 1973, se formó la Banda de Cadetes de la Escuela Combermere, y durante 22 años fue la única banda de metales de cadetes de las escuelas secundarias de la isla. Su última actuación fue en el Desfile del Día de la Independencia de 1995, cuando se formó la Banda Nacional de Cadetes. Como parte de las celebraciones del centenario del CCB en 2004, la banda se convirtió en una unidad permanente a tiempo completo, actuando en el desfile del día de la independencia de Barbados ese año y nuevamente el año siguiente. 

### Servicio Aéreo de Barbados
El servicio aéreo de Barbados fue fundado en 1979 y anteriormente operaba una aeronave Beechcraft Queen Air. En 1981 fue adquirida una avioneta Cessna 401 / 402. 

### Barbados Defense Force SC
El Barbados Defence Force SC es un equipo de fútbol de Barbados que juega en la Primera División de Barbados, la liga de fútbol más importante del país caribeño.

## Tradiciones y ceremonias

### Uniforme militar
En 1856 se adoptó un uniforme militar de zuavo francés y la fuerza de defensa desfiló con él por primera vez en Barbados en 1858. Posteriormente fue adoptado por la Banda de la Fuerza de Defensa de Barbados como tributo simbólico a la antigua Banda del Regimiento de las Indias Occidentales. El uniforme también lo usa la Banda Militar de Jamaica. El uniforme se compone de un fez rojo enrollado sobre un turbante blanco y una chaqueta sin mangas de color escarlata.  Sobrevive como uniforme de gala y es de donde deriva el apodo de la banda: Banda de zuavos (Zouave Band).Se cree comúnmente que la reina Victoria del Reino Unido vio la vestimenta tradicional que usaba una tribu bereber amazigh de la Argelia francesa. A la reina le impresionó inmediatamente el estilo de la vestimenta, y el Ejército Británico la adoptó como uniforme militar para uno de sus regimientos, confiriendo tal honor al Regimiento de las Indias Occidentales.

### Cambio de guardia
El cambio de centinela es un evento realizado por la FDB que se lleva a cabo frente a la Guardia Principal o Torre del Reloj desde 1804. Los guardias de la FDB son conocidos comúnmente como la Guardia Principal. Los centinelas están formados por miembros de la Legión de Barbados, personal retirado y el Regimiento de Barbados. Durante la ceremonia, un grupo de tambores ofrece acompañamiento musical. El cambio de guardia es realizado los jueves por la mañana a las 11:45 horas.  

## Liderazgo

### Comandante en jefe
Desde el 30 de noviembre de 2021, la presidenta Madame Sandra Mason ha sido la comandante en jefe de las Fuerzas de Defensa de Barbados. Antes de la transición a un sistema republicano, la reina de Barbados, Isabel II del Reino Unido, era la jefa de la Fuerza de Defensa, y el Gobernador general de Barbados era su representante real.

### Jefe de Estado Mayor
- Jefe de Estado Mayor: General de brigada Carlos Lovell.

## Equipamiento

### Aeronaves
| Aeronave             | Fotografía        | Origen            | Tipo              | Fabricante        |
| Aviones de enlace    | Aviones de enlace | Aviones de enlace | Aviones de enlace | Aviones de enlace |
| -------------------- | ----------------- | ----------------- | ----------------- | ----------------- |
| Beechcraft King Air  |                   | Estados Unidos    | Avión de enlace   | Beechcraft        |
| Beechcraft Queen Air |                   | Estados Unidos    | Avión de enlace   | Beechcraft        |
| Cessna 401 / 402     |                   | Estados Unidos    | Avión de enlace   | Cessna            |

### Armas de fuego
| Nombre                    | Imagen     | Origen         | Tipo                               | Munición             | Fabricante                   |
| Subfusiles                | Subfusiles | Subfusiles     | Subfusiles                         | Subfusiles           | Subfusiles                   |
| ------------------------- | ---------- | -------------- | ---------------------------------- | -------------------- | ---------------------------- |
| Subfusil Sterling         |            | Reino Unido    | Subfusil                           | 9 × 19 mm Parabellum | Sterling Armaments Company   |
| Fusiles de cerrojo        |            |                |                                    |                      |                              |
| Fusil Lee-Enfield         |            | Reino Unido    | Fusil de cerrojo                   | .303 British         | Royal Small Arms Factory     |
| Fusiles de asalto         |            |                |                                    |                      |                              |
| Fusil M16                 |            | Estados Unidos | Fusil de asalto                    | 5,56 × 45 mm OTAN    | Colt's Manufacturing Company |
| Ametralladoras            |            |                |                                    |                      |                              |
| Ametralladora ligera Bren |            | Reino Unido    | Ametralladora ligera               | 7,62 × 51 mm OTAN    | Royal Small Arms Factory     |
| FN MAG                    |            | Bélgica        | Ametralladora de propósito general | 7,62 × 51 mm OTAN    | FN Herstal                   |